# Družicové systémy s velmi vysokým prostorovým rozlišením
Družicovými systémy s velmi vysokým prostorovým rozlišením rozumíme nástroje dálkového průzkumu země (DPZ). Konkrétně se jedná o nekonvenční metodu snímkování povrchu zemského tělesa a pořizování satelitních snímků o velmi vysokém rozlišení. Tyto snímky mají poté široké spektrum využití v různých oborech lidské činnosti.

## Družice
Družicové systémy obecně, jsou nedílnou součástí dálkového průzkumu země. Samotný vývoj dálkového průzkumu země je úzce spjat samotným dobýváním vesmíru, a jeho prvopočátky spojené s vypouštěním prvních těles na oběžnou dráhu.  
Umělé družice jsou tělesa o hmotnosti stovek až tisíců kilogramů, která se pohybují po oběžné dráze Země a jsou vytvořena lidskou činností. Tyto družice mají různé oblasti využití, podle toho je dělíme na družice spojovací, navigační, družice pro DPZ, meteorologické, vědecké a posledním typem jsou družice zpravodajské jinak také známé jako špionážní. Nízké oběžné dráhy (LEO – Low Earth orbit), na kterých se pohybují některé z družic pro dálkový průzkum země, jsou v polohách od 150 km nad povrchem země, tato oběžná dráha má mezní hranici někde okolo 2000 km nad povrchem země.
Samozřejmě, že tyto družice se ve vesmíru neobjevily jen tak náhodou z ničeho nic. Vývoj družic a vesmírného věku obecně, začíná prakticky po druhé světové válce, vlastně už během ní.  Ale první opravdovou družicí, obíhající zemí se stal až sovětský Sputnik 1. Ten byl na oběžnou dráhu vynesen 4. října 1957. Fungoval sice jen pár dní a jeho vysílání, typické pípání radiového signálu skončilo 26. října 1957. Ale byl to právě on, kdo odstartoval prudký vývoj, přísun ohromných investic do vývoje raketových nosičů, radarových a detekčních systémů, ale i vzdělání i praxe odborníků. Během těch téměř 60 let pomohl dálkový průzkum země v mnoha oblastech lidské činnosti a v tomto trendu pokračuje a doufejme, že bude pokračovat i dále.

## Klasifikace družicových systémů dle prostorového rozlišení
Prostorové rozlišení snímku je charakterizováno jako velikost snímaného území zachycená na výsledném snímku a vyjádřena na ploše právě jednoho pixelu. Podle tohoto parametru, lze družicové systémy rozdělit do následujících kategorií. A to na systémy s nízkým prostorovým rozlišením (Low resolution systems), zde se udává rozlišení 1 kilometru a více. 
Dále existují tzv. systémy středního rozlišení (Medium resolution systems), zde se řadí systémy s rozlišením od 1 kilometru do 100 metrů.
Jako třetí kategorii rozumíme systémy s velkým prostorovým rozlišením (High resolution systems), tyto systémy pracují s rozlišením od 100 do 5 metrů. 
A konečně tou nejnovější a nejprudčeji se rozvíjející kategorií jsou systémy velmi vysokého prostorového rozlišení (Very high resolution systems), zde se udává rozlišení snímků od 5 metrů níže, v současné době mají nejnovější systémy rozlišovací schopnost menší než 1 metr. Konkrétně system Worldwiev 3 má prostorové rozlišení v panchromatickém režimu 0,31 metru.

## Družicové systémy velmi vysokého prostorového rozlišení
Jak již bylo zmíněno výše, v posledních letech jsou družicové snímky jednou z nejčastěji využívaných nekonvenčních forem dálkového průzkumu země. Tento posun jde ruku v ruce s technologickým boomem a to zejména v oblasti informačních technologií, díky čemuž se toto zkoumání zemského povrchu přesunulo z vojenské do komerční oblasti či sféry. Dalším faktorem tohoto růstu, může samozřejmě být i nové politické uspořádání světa po pádu Sovětského svazu. Tedy ukončení jistého politického a vojenského napětí mezi východem a západem. 
Největšího pokroku, bylo dosaženo v oblasti prostorového rozlišení. Nejnovější snímky s velikostí pixelu zachycující plochu menší než 1 metr, jsou po zpracování vhodné k mapám v měřítcích okolo 1:10000 až 1:5000. I při tomto detailu si zachovávají družicová data vysoké spektrální rozlišení a v barevném režimu jsou snímky vždy pořizovány také v oblasti infračervené části optického spektra. Současně jsou vedle systémů pořizujících optická data, i další družicové systémy pořizující data radarová nebo hyperspektrální. Stále častější využívání družicových snímků je umožněno jejich lepší dostupností. Až na pár výjimek byl v minulosti koncový uživatel odkázán pouze na archivní snímky. V dnešní době již většina komerčně orientovaných družicových systémů, umožňuje pořízení snímků na základě individuální žádosti zákazníka.  Tato data jsou pořizována v kombinaci panchromatického a multispektrálního režimu. Tyto systémy disponují velkou flexibilitou z hlediska požadavkových nároků koncového uživatele, to v praxi znamená, že dnes již není problém objednat si aktuální data požadované oblasti, a to přesně k účelu, který uživatel definoval. Nehrozí složité vyhledávání v archivech snímků, případně jejich neprůkazné zobrazení, díky klimatickým jevům. Na druhou stranu všechny i nově pořízené snímky, jsou opět znovu archivovány. O dostupnosti a velikosti archivů jednotlivých systému, se lze informovat na webových stránkách či aplikacích poskytovatelů dat. 

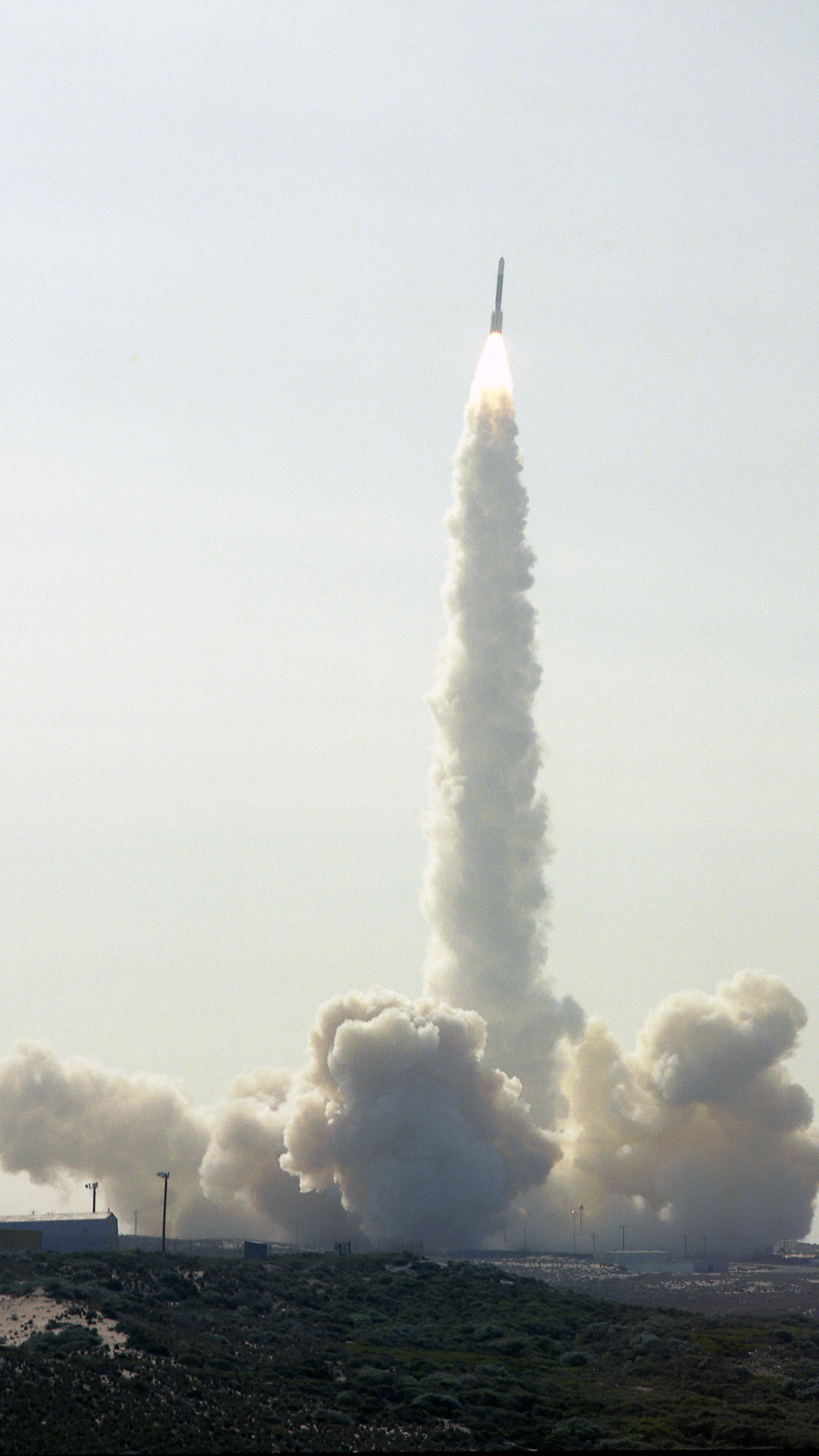
Start nosné rakety ze základny Vandenberg Air Force Base

To dělá z družicových systémů neomezený a zároveň nedocenitelný zdroj informací a přibližuje tím data z dálkového průzkumu země prakticky jakémukoliv uživateli, kdekoliv na světě. Samozřejmě, že když jde o nevládní komerční systémy je důležitým parametrem také cena služeb, aby také ne když hovoříme o vysoce sofistikovaných systémech, pracujících v místech kam se zatím podívala jen hrstka vyvolených. Jenže i zde probíhá konkurenční boj a společností poskytujících tato data není zrovna málo, ceny družicových snímků se tak nějak stabilizovaly a přizpůsobili vývoji trhu. Zároveň sledujeme i určitý trend a to sice, že se družicové snímky stávají alternativou pro použití konvenčních metod snímkování a časem možná tento způsob snímkování zcela vytlačí.

## Využití dat získaných nekonvenčními metodami DPZ
Existuje celá škála využití dat pořízených z družicových systémů s velmi vysokým prostorovým rozlišením (Very high resolution systems). Mezi ty nejpoužívanější patří podrobné mapování, urbanismus, tvorba 3D modelů, kontrola zemědělských aktivit, krajinný pokryv, plánování a projektování liniových staveb a dopravních sítí,  monitoring skládek, inventarizace lesních porostů, tvorba DMR, mapování půdní eroze, precision farming či třeba plánování a organizace humanitární pomoci.

## Poskytovalé dat s velmi vysokým prostorovým rozlišením

### Ikonos
Družicový systém Ikonos, byl vůbec prvním systémem splňujícím kritéria pro systémy s velmi vysokým prostorovým rozlišením. Tedy pro upřesnění tím satelitem se stal až ten s označením Ikonos-2. Během startu Ikonos-1, došlo k selhání nosné rakety, a satelit se nedostal na oběžnou dráhu. Vypuštění a zprovoznění tohoto systému bylo popsáno jako jeden z nejvýznamnějších pokroků v historii kosmického věku. Konstrukce byla zadána americké společnosti Lockheed Martin Missiles & Space, která je mimochodem jedním z nejvýznamnějších dodavatelů armádního letectva Spojených států.
Družice Ikonos-2, byla původně provozována společností GeoEye, ta se ovšem sloučila s další společností DigitalGlobe, která je tedy současným provozovatelem. 
Družice byla na oběžnou dráhu vynesena 24. září 1999 raketovým nosičem Athena II. Ikonos-2 byl vynesen na nízkou oběžnou dráhu, konkrétně do výšky 681 km, družice je stále v provozu, i když její předpokládaná životnost byla kratší. To že je stále v provozu má za následek, že disponuje obrovskou databází archivních snímků. Družice obíhá rychlostí 7,5 kilometru za sekundu. Na zemi snímkuje pás o šířce 13–70 km. Stejné místo je schopen znovu snímkovat nejdříve za 3 dny. Snímky pořízené tímto systémem, jsou vhodné pro tvorbu DEM a to díky tomu že system pořizuje snímky jak steropáry, tudíž je u nich možnost rozpoznat rozdíly v nadmořských výškách.
Systém je schopen, poskytovat snímky v panchromatickém a multispektrálním režimu. V panchromatickém režimu poskytuje data s prostorovým rozlišením 1 metr. Pouze v 1 spektrálním pásmu o vlnové délce 0,45–0,9 μm. V multispektrálním režimu poskytuje data s prostorovým rozlišením 4 metry. Data jsou ve 4 spektrálních pásmech BLUE, RED, GREEN, NIR (blízké infračervené) a to ve vlnové délce 0,44–0,88 μm.

### WorldView
Systém družic WorldView v současné době spravuje družice WorldView-1, WorldView-2 a WorldView-3. Celá tato soustava družic je řízena společností DigitalGlobe. Éra těchto satelitů začala logicky vypuštěním toho s pořadovým číslem 1. To se uskutečnilo 18. září 2007 ze základny amerického letectva Vandenberg Air Force Base v Kalifornii. Operuje ve výšce 496 kilometrů nad zemí a je schopná zachytit obraz o šířce 17 kilometru. Pořizuje data v panchromatickém režimu s prostorovým rozlišením 0,5 metru. Vlnová délka spektrálního pásma je od 0,4–0,9 μm. Zajímavostí je, že za 24 hodin je schopen obsáhnou plochu 750 000 km².
WorldView-2 byla dopravena nosnou raketou na orbit 8. září 2009. Plně v provozu byla od 6. ledna následujícího roku. Od tohoto dne je také dostupný archiv snímků. Pracuje ve výšce 770 km nad povrchem země. Je vůbec první družicí s velmi vysokým prostorovým rozlišením s komerčním využitím, schopná pořizovat data ve formě multispektrálních snímků v 8 spektrálních pásmech. Podobně jako systém LandSat. Prostorové rozlišení u panchromatických snímků je 0,5 metru, u snímků multispektrálních jsou to 2 metry. Kromě 4 pásem totožných se systémem Ikonos, disponuje dalšími 4 a to COASTAL, YELLOW, RED EDGE a NIR2. Díky těmto pásmům je systém velice vhodný pro studium vegetace. Vlnová délka u těchto snímačů 0,45-1,04 μm. Doba oběhu tohoto systému je 1 až 3 dny. Tento Satelit je schopen za den pokrýt území velké zhruba 975 000 km².
Satelit s názvem WorldView-3 je absolutní technickou jedničkou v oblasti nekonvenčního dálkového průzkumu země. Vypuštěn byl podobně jako jeho předchůdci 13. srpna 2014 ze základny Vandenberg v Kalifornii a to nosnou raketou Atlas5.Ta jej vynesla do výšky 617 km. Výrobcem byla společnost Ball Aerospace and Technologies Corporation. Tato družice způsobila skutečnou revoluci, stejně jako její předchůdce, Tou opravdovou novinkou je rozdíl v prostorovém rozlišení, které činí dříve nepředstavitelných 0,31 metru v panchromatickém režimu.
Prostorové rozlišení u panchromatických snímků je tedy 0,31 metru, u snímků multispektrálních je to 1,24 metru. Další novinkou je širokopásmový záběr systému Worldview-3. V 8 pásmech navazuje na staršího předchůdce a to jak složením, tak vlnovou délkou v těchto pásmech. Podstatnější jsou ovšem novinky a to tedy že Navíc disponuje osmi pásmy v krátkovlnném infračerveném spektru (SWIR) a speciálními CAVIS pásmy pro monitoring atmosféry a korekci dat. Zde CAVIS je složeninou C – cloud, A – aerosol, V – vapor, I – ice, S – snow. Rozsah vlnové délky pro infračervené záření krátké vlnové délky se pohybuje v rozmezí 1,195–2,365 μm. Systém Worldview-3 je schopen za den obsáhnou plochu 680 000 km². Šířka záběru družice činí 13,1 km. Předpokládá se, že sloužit bude přibližně 10 až 12 let. Data pořízená tímto systémem mají využití v monitorování vegetace, geologie, landuse, těžbě, monitorování životního prostředí a mnoha dalších odvětvích. Novinka v oboru má tedy nespočet výhod, a jeho přínos pro vědu je neoddiskutovatelný. Při psaní této práce mi utkvěla v paměti tato věta, volně přeložena jako: Systém WorldView-3 nabízí nepřekonatelnou přesnost, manévrovatelnost, kapacitu a spektrální rozmanitost (The WorldView-3 system offers unsurpassed accuracy, agility, capacity and spectral diversity).

### Pléiades
Jedná se o první evropské družice velmi vysokého prostorového rozlišení schopné zaznamenávat data s prostorovým rozlišením menším než 1 metr, na rozdíl od předchozích systémů, které poskytovala společnost GeoEye posléze Digital globe. Jde o italsko-francouzskou spolupráci. Provozovateli jsou společnosti Astrium D&S, CNES. Další odlišností je, že v tomto případě se jedná o sestavu dvou satelitů s označením 1A a 1B. Start prvního satelitu proběhl 17. prosince 2011 jeho druhá část, odstartovala přibližně o rok později 2. prosince 2012. Na orbitu je vynesla nosná raketa Sojuz ST-B/Fregat-MT. Tyto satelity pracují na orbitě ve výšce 695 km. Prostorové rozlišení u panchromatických snímků činí 0,5 metru u snímků multispektrálních je to 2,8 metru. Multispektrální snímky používají 4 frekvenční pásma označená BLUE, GREEN, RED a NIR s rozsahem vlnové délky 0,44–0,91 μm. Šířka záběru obou družic je 20 km. Díky tomu že se jedná o systém dvou satelitů, je systém schopen se vrátit na každé místo na zemi znovu během jednoho dne. Další nespornou výhodou je, že systém byl vyroben tak aby byl rychle schopen reagovat na požadavky koncového zákazníka, a je tedy schopen přijmout požadavek na snímkování a ty následně pořídit za méně než 6 hodin. Za 24 hodin je systém schopen obsáhnout území o velikosti až 1 000 000 km². Pořízená data mají uplatnění v územním plánování, detekci a identifikaci velmi malých objektů, zemědělství, hospodaření s půdou, identifikaci zeleně, krizovému řízení, hydrologii, mapování, správu lesnických výnosů, civilní dohled, plánování výstavby dopravní, železniční a lodní dopravní sítě a mnoho dalších.

### QuickBird
QuickBird byl komerční satelit pro pozorování Země s vysokým rozlišením vypuštění v roce 2001. Družice Zemi obíhala každých 94 minut a operovala ve výšce 400 - 450 km. Za den sbírala data o rozloze 200 000 km2. Prostorové rozlišení u panchromatických snímků bylo 0,55 metru a u snímků multispektrálních 2,16 metrů. Její mise byla ukončena v lednu 2015, kdy sestoupila do atmosféry.

## Další družicové systémy s velmi vysokým prostorovým rozlišením
Systémů DPZ s nekonvenčním získáváním dat o velmi vysokém prostorovém rozlišení je celá řada mezi další významné systémy patří: EROS A, ORBVIEW, TOPSAT, FORMOSAT, KOMPSAT, EROS B, TELEOS, ALOS, THEOS, GEOEYE, TH-1A, SPOT 6, SPOT 7, TH-1B, SKYSAT 1, GAOFEN 2, DEIMOS 2, CARTOSAT 1, NIGERIASAT 2. 
Zároveň ale se stoupajícím počtem družic na různých oběžných drahách a samozřejmě i s dalšími plánovanými projekty, také nastává problém s tzv. kosmickým smetím. Tento problém je stále častěji probírán odbornou veřejností, která v současnosti hledá řešení, co se zbytky starých nefunkčních těles na oběžných drahách, které se stávají čím dál více nebezpečnými pro pohyb nad povrchem země a mohou poškodit nebo zničit velice citlivá a drahá zařízení. Prozatím jsou všechna řešení ale jen na papíře, a tak je pohyb tohoto smetí jen pečlivě monitorován a předpovídán na základě telemetrických údajů. Tato problematika se již odrazila i v populární kultuře například ve filmu Gravity (2013).

## Závěr
Dálkový průzkum země pomocí družicových systémů je jedno z nejprogresivnějších technologických odvětví. Monitorovací a technologie a poskytování informací jsou hlavními oblastmi vývoje v posledních desetiletích a technika družic pro snímání dat s velmi vysokým rozlišením je na špici těchto odvětví. Ovšem materiálové zázemí nezbytné pro vypouštění družic na oběžnou dráhu je velmi náročné a to především finančně. Vyžaduje prostředky, které jsou dostupné pouze velkým korporacím nebo národním vládám, respektive jejich vesmírným agenturám vybudovaným za obrovských nákladů. Proto není mnoho zemí, které by měly vlastní družice. To se ovšem může v následujících letech měnit, i když kdo ví, náklady spojené s vývojem jsou astronomické, každopádně vlastním programem mohou disponovat pouze státy vlastnící mezikontinentální raketové nosiče. Menší či chudší státy musejí spoléhat na spolupráci právě s těmito státy, případně si musí vystačit pouze s pořizováním vlastních leteckých snímků.